# Parlamentsdokumentation
Als Parlamentsdokumentation wird in der Bundesrepublik Deutschland ein Informationssystem bezeichnet, das über die Tätigkeit der Abgeordneten des Deutschen Bundestages, des Bundesrates oder eines Landesparlamentes informiert. Die für dieses Informationssystem synonym verwendeten Bezeichnungen können beispielsweise aber auch Parlamentsdatenbank, Landtagsdokumentationssystem, Offenes Parlamentarisches Auskunftssystem, Dokumentationsdatenbank oder Landtagsinformationssystem lauten.
Das System enthält Informationen zur öffentlich zugänglichen Arbeit der Abgeordneten und der Parlamente. Auch weist es Parlamentsmaterialien wie Drucksachen und Plenarprotokolle auf. Ermöglicht wird ein Zugriff auf elektronische Dokumente, die vor und nach der Deutschen Wiedervereinigung angelegt wurden. Parlamentarier und Nichtparlamentarier können in dem Datenbanksystem recherchieren, die Rechercheergebnisse ansehen, speichern sowie ausdrucken. Eine Anmeldung ist nicht erforderlich.

## DIP und Parlamentsspiegel
Die Parlamentsmaterialien von Bundestag und Bundesrat dokumentiert ein gemeinsames Informationssystem mit der Bezeichnung Dokumentations- und Informationssystem für Parlamentsmaterialien, abgekürzt DIP. Die Parlamentsdokumentationen der bundesdeutschen Landesparlamente hingegen, vereint der Parlamentsspiegel, welcher von der Parlamentsdatenbank des Landtages von Nordrhein-Westfalen verwaltet wird. Beide Informationssysteme sind ohne Anmeldung für Recherchen zu nutzen.

## Liste der Parlamentsdokumentationen
In der Bundesrepublik Deutschland existieren die nachfolgend aufgeführten Parlamentarischen Informationssysteme.

### Parlamentsdatenbanken des Bundes
Zu den Dokumentationen des Bundesparlamentes gehören:
1. die Parlamentsdokumentation des Deutschen Bundestages[2], mit
  1. dem Dokumentations- und Informationssystem für Parlamentsmaterialien (DIP)[3], sowie
2. die Parlamentsdokumente des Deutschen Bundesrates[4].

### Parlamentsdatenbanken der Länder
Zu den Dokumentationen der Landesparlamente zählen:
1. die Parlamentsdokumentation (PARLIS) des Landtages von Baden-Württemberg[5],
2. die Dokumente des Bayerischen Landtages[6],
3. die Parlamentsdokumentation (PARDOK) des Abgeordnetenhauses von Berlin[7],
4. die Parlamentsdokumentation (ELVIS) des Landtages von Brandenburg[8],
5. die Parlamentsdokumentation der Bremischen Bürgerschaft[9],
6. die Parlamentsdatenbank der Hamburgischen Bürgerschaft[10],
7. die Parlamentsdatenbank des Hessischen Landtages[11],
8. die Parlamentsdokumentation des Landtages von Mecklenburg-Vorpommern[12],
9. das Landtagsdokumentationssystem (NILAS) des Niedersächsischen Landtages[13],
10. die Dokumentensuche des Landtages von Nordrhein-Westfalen[14], mit
  1. dem Parlamentsspiegel der bundesdeutschen Landesparlamente[15][1],
11. das Offene Parlamentarische Auskunftssystem des Landtages von Rheinland-Pfalz[16],
12. die Dokumente des Landtages des Saarlandes[17],
13. die Parlamentsdokumentation EDAS des Sächsischen Landtags[18],
14. die Dokumentationsdatenbank (PADOKA) des Landtages von Sachsen-Anhalt[19],
15. das Landtagsinformationssystem des Schleswig-Holsteinischen Landtages[20], und
16. die Parlamentsdokumentation des Thüringer Landtages[21].